# Ñoqui
Los ñoquis (del italiano gnocchi /'ɲɔkki/, plural de gnocco; ‘bollo’ y también ‘grumo’ o ‘pelotilla’) son una preparación elaborada con patata, harina (puede ser de maíz, castaña, pulpa de calabaza, de espinaca, etcétera) y huevo. Una variedad muy conocida en las regiones de Friul-Venecia Julia y Trentino-Alto Adigio y denominada gnocchi di pane se hace con pan rallado. Los ñoquis aparecen frecuentemente bajo los listados de platos referentes a pasta a pesar de tener unos ingredientes muy diferentes y de poseer diferente forma de preparación. Los acompañamientos del ñoqui suelen ser salsa de tomate, queso gorgonzola, mantequilla, coronados con hojitas de salvia. 
Aunque los ñoquis son típicos de la cocina italiana y de la región de Niza en Francia, existen platos con similar preparación en la cocina austriaca (Schupfnudeln), francesa, alemana, húngara, eslovena, rusa, argentina,
chilena, paraguaya, uruguaya, costarricense, venezolana y polaca.

## Etimología
Existe la hipótesis de que el vocablo gnocchi se originó en la región de Niza en Francia. Provendría del dialecto occitano de Niza inhocs.

## Italia

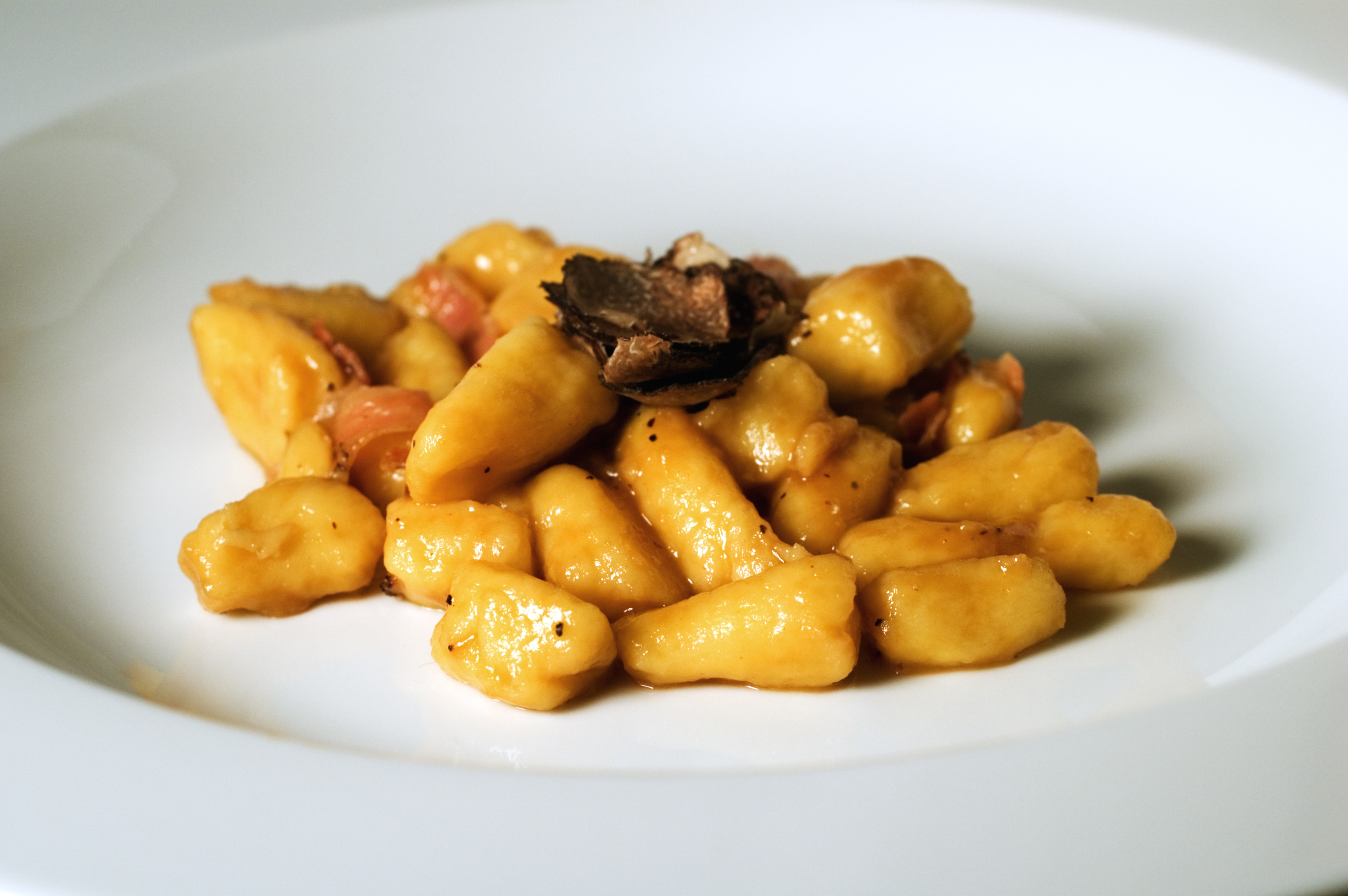
Ñoqui con trufas

En Italia, el término gnocchi se usa para señalar a una cantidad de pastas bastante amplia, aunque los más frecuentes son los de papa. Otros son preparados alla romana, con sémola e incluso harina de maíz del tipo maicena, existiendo variaciones regionales y locales. Un antecedente del ñoqui fueron los zanzarelli (‘mosquitos’) que se preparaban para los banquetes de la Lombardía renacentista, con una masa en la cual se mezclaban miga de pan, leche y almendras trituradas. En el Seicento (siglo XVII) los zanzarelli sufrieron un leve cambio en el nombre y la preparación. Se les llamó malfatti (‘mal-hechos’) y en lugar de las almendras y la miga de pan se usaba una masa simple de harina, agua y huevo.
Para cada variedad de zanzarelli existían por su parte variedades coloreadas, por ejemplo existían los zanzarelli verdes empastados con remolacha y espinaca —predominando para el color verde, la espinaca—, así como los zanzarelli amarillos realizados con una mixtura de azafrán y calabaza. Luego aparecieron los malfatti blancos empastados con carne de pollo siendo su ingrediente principal la zanahoria. Los ñoquis son un plato tradicional del noreste italiano que luego se ha difundido a otras regiones. El origen del ñoqui de papa obedece a un motivo económico ocurrido en la Italia —aún bajo regímenes feudales y semifeudales— durante el siglo XIX, más precisamente hacia 1880.
Los signori (señores feudales) solían ser los dueños de los molinos en donde los contadini (campesinos) molían el trigo para hacer harina de trigo con la cual preparaban sus pastas; en cierto momento los signori decidieron aumentar las tasas de los precios que los contadini pagaban para poder moler el trigo. Ante el repentino encarecimiento de la harina de trigo, los campesinos italianos experimentaron exitosamente con un substituto de la harina: el puré de papas.
Usualmente el puré de papa para ñoquis se prepara con añadido de leche e incluso manteca y una cantidad adecuada de harina de trigo (la mínima suficiente como para asegurar la cohesión del puré durante el hervor), más raramente con huevos. Este puré suele ser realizado con un elemento llamado prensapuré que hace más homogéneo y fino al puré sin necesidad de añadirle demasiada agua o leche (el puré para el ñoqui debe tener bastante consistencia); luego se hacen con esta «masa-puré» pequeños bollos (gnocchi) de casi una pulgada (se sabe que los ñoquis poseen la consistencia adecuada si al amasarlos no se pegan en las manos ni en la mesa o mesada ni se desarman en el agua), para facilitar su cocción homogénea en el agua hirviente a la cual deben ser arrojados.
Previamente se les producen unas pequeñas acanaladuras con un tenedor (aunque también existe un pequeño y sencillo instrumento ad hoc que produce tales acanaladuras al deslizar los bollos por este). Como se ha indicado, los ñoquis se arrojan en agua hirviente y se retiran —mediante un colador grande— cuando estos flotan en dicha agua. En el área de la Toscana de Italia se suele ingerir con queso de ricota y espinacas; a esta variante la denominan strozzapreti, o ‘estrangulador de curas’.

## Francia
El ñoqui de papa es también una especialidad de la región de Niza en Francia. Se conoce como gnoques de tantifla (ñoqui de papa en occitano). También existe un ñoqui hecho de harina, papa , huevo y acelga llamado gnoques vertes (ñoqui verde) o merda de can (caca de perro en idioma occitano) .
Otra especialidad, los gnocchis parisinos (gnocchis à la parisienne), se realiza a base de pasta choux. Se cocinan en agua antes de servirse con salsa o de gratinarse al horno.

## Cono Sur
El tipo de ñoqui más consumido en el Cono Sur sudamericano, principalmente en Argentina y Uruguay, también en Paraguay (como resultado de la gran  imigracion italiana en el año 1961) es el de papa, aunque también se consumen en mucha menor medida el de maicena e incluso el de polenta, y en ocasiones se les colorea de verde con espinaca. Existen recetas aún más complejas, con ingredientes varios (por ejemplo puré de calabaza) e incluso más refinados (por ejemplo con langostinos, ñoquis suflé, etcétera). Casi siempre los ñoquis se consumen al tuco con el añadido de queso rallado (tipo parmesano o reggianito). En Uruguay existe una variedad de ñoquis rellenos conocida como romanitos, son de mayor tamaño y su masa es más elástica para contener el relleno.
Es costumbre consumir ñoquis el día 29 de cada mes. La tradición de servir ñoquis los días 29 nace de una leyenda que se remonta al s. VIII d. C.. Vivía entonces en Nicosia (Asia Mayor) un joven médico llamado Pantaleón, quien, tras convertirse al cristianismo, peregrinó por el norte de Italia. Allí practicó milagrosas curaciones por las que fue canonizado. Cierta ocasión en que pidió pan a unos campesinos vénetos, éstos lo invitaron a compartir su pobre mesa. Agradecido, les anunció un año de pesca y cosechas excelentes. La profecía se cumplió y otros muchos milagros. San Pantaleón fue consagrado -a la par de San Marcos- patrono de Venecia. Aquel episodio ocurrió un 29 de julio, por tal razón se recuerda ese día con una comida sencilla representada por los ñoquis. El ritual que lo acompaña de poner dinero bajo el plato simboliza el deseo de nuevas dádivas. Es costumbre dejar un billete debajo del plato para poder atraer de esta forma suerte y prosperidad al comensal, (por un pensamiento de «magia contagiosa»)
Otra versión mucho más extendida de la historia de por qué se consumen ñoquis de forma tradicional el día 29 hace referencia a que esa fecha, al ser uno de los últimos días del mes, las personas de pocos recursos (las que cobran a principios de mes su sueldo) no tenían dinero más que para comer lo que estuviera hecho de las materias primas más baratas.